# 6629 Kurtz
6629 Kurtz eller 1982 UP är en asteroid i huvudbältet som upptäcktes den 17 oktober 1982 av den amerikanske astronomen Edward L.G. Bowell vid Anderson Mesa Station. Den är uppkallad efter amerikanen Paul Kurtz.
Asteroiden har en diameter på ungefär 3 kilometer.